# محطة جبل علي (مترو دبي)
محطة جبل علي (بالإنجليزية: Jabal Ali station)‏؛ هي محطة نقل سريع على الخط الأحمر لشبكة مترو دبي التي تخدم دبي في الإمارات العربية المتحدة، تعد محطة انتقالية مع الخط الأحمر للركاب المتجهين إلى محطة مركز الإمارات العربية المتحدة للصرافة.

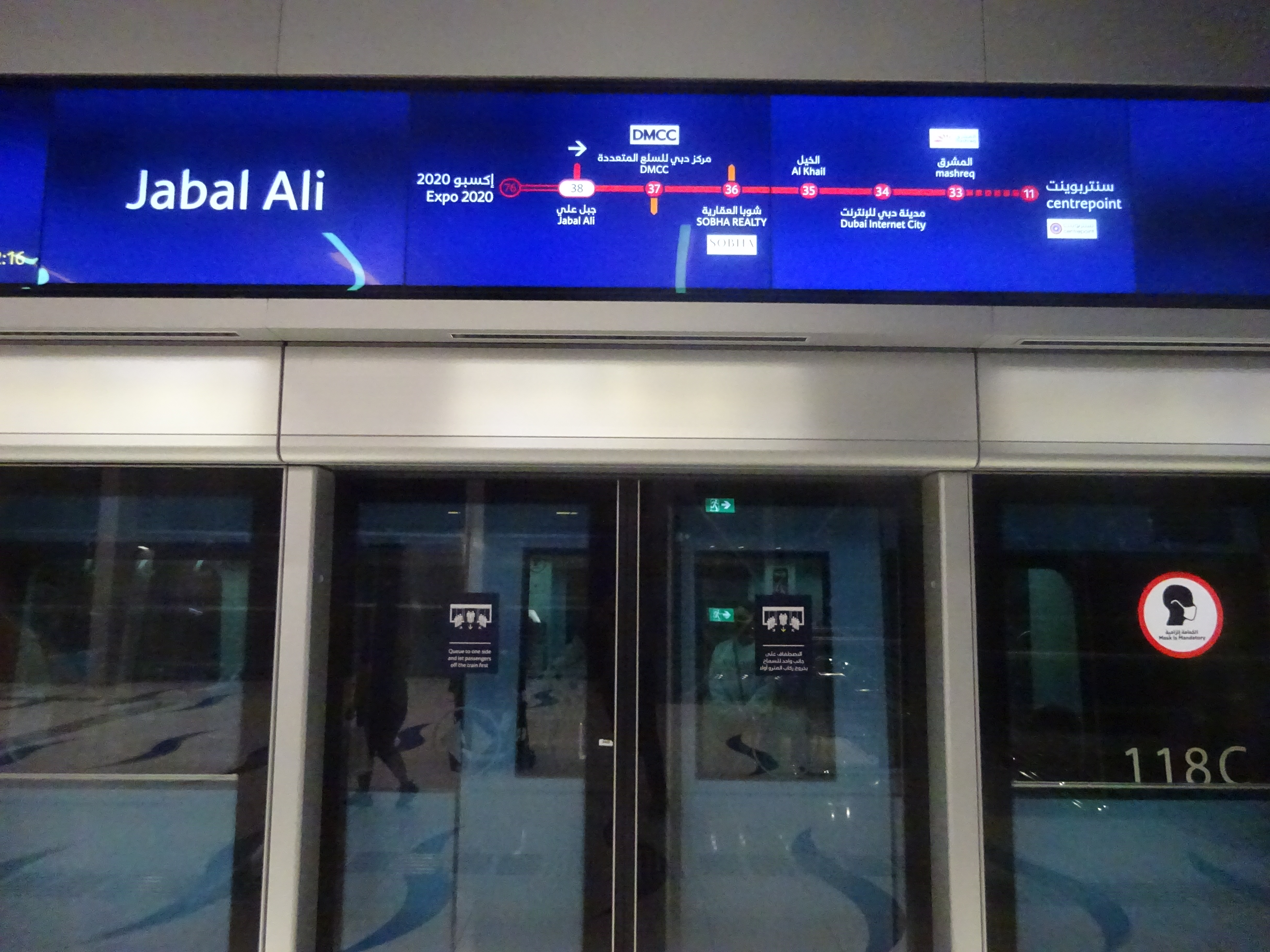
لافتة محطة جبل علي

افتتحت المحطة تحت اسم "نخيل هاربر آند تاور" كواحدة من المحطات الأصلية لمترو دبي، وبدأت الخدمة في 9 سبتمبر 2009. في ذلك الوقت، كانت بمثابة المحطة الغربية للخط الأحمر؛ تم افتتاح امتداد غربًا إلى مول ابن بطوطة في 30 أبريل 2010، مما يجعل نخيل هاربر آند تاور محطة رئيسية.